# 겨울 이야기 (1991년 드라마)
《겨울 이야기》는 1991년 1월 7일부터 1991년 2월 26일까지 방영된 MBC 월화드라마이다.

## 줄거리
무작정 상경한 주인공 강태주를 중심으로 하숙집 여주인 큰딸 윤주경, 성민, 거리행상하는 허일만, 심부름센터 소장 주박사, 밤무대 가수 노효자 등이 한 하숙집에 모여 살면서 각기 여러 가지 삶의 모습과 애환, 에피소드를 그린 애정드라마이다.

## 등장 인물
- 맹상훈 : 강태주 역
- 홍진희 : 윤수경 역
- 이형준 : 박성민 역
- 여운계 : 남궁 여사 역
- 오현경 : 허일만 역
- 임현식 : 주박사 역
- 안명숙 : 안달자 역
- 윤예희 : 노효자 역
- 이동신 : 명훈 역
- 노경주 : 혜영 역
- 김순경
- 최한호
- 정선일
- 김인옥
- 권석류
- 김동주
- 김순이
- 강미

| 문화방송 월화 미니시리즈                            | 문화방송 월화 미니시리즈                       | 문화방송 월화 미니시리즈               |
| 이전 작품                                           | 작품명                                         | 다음 작품                              |
| --------------------------------------------------- | ---------------------------------------------- | -------------------------------------- |
| 재미있는 세상 (1990년 10월 29일 ~ 1990년 12월 18일) | 겨울 이야기 (1991년 1월 7일 ~ 1991년 2월 26일) | 고궁 (1991년 3월 4일 ~ 1991년 3월 5일) |